# Sjelkovskaja

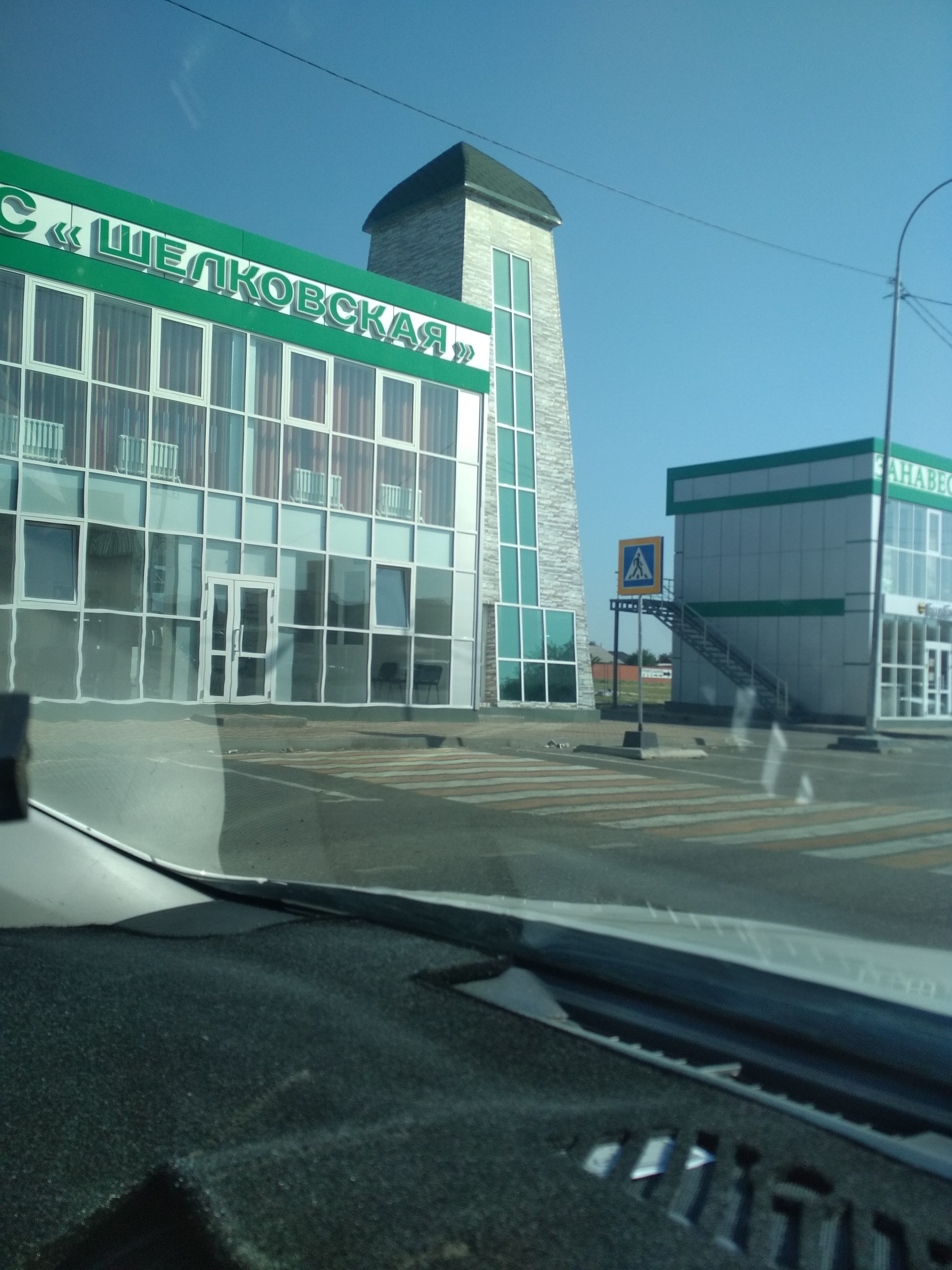
Busstation

Sjelkovskaja (ryska: Шелковская, tjetjenska: Мохне, Mochne),, är en ort i Tjetjenien i Ryssland. Folkmängden uppgick till 12 273 invånare i början av 2015.